# Medalles del Cercle d'Escriptors Cinematogràfics de 1947
La cerimònia de lliurament de les medalles del Cercle d'Escriptors Cinematogràfics de 1947 va tenir lloc en el Cinema Rialto de Madrid el 29 de febrer de 1948. Es tractava de la tercera edició de aquests premis atorgats per primera vegada dos anys abans pel Cercle d'Escriptors Cinematogràfics (CEC). Es van concedir medalles en les mateixes tretze categories de l'edició anterior i, a més, es van crear dues noves categories: la Medalla a la millor pel·lícula estrangera i un Premi Gimeno —denominat així en honor del recentment mort Antonio Gimeno— destinat a distingir a la millor revelació de l'any. Els premis tenien per finalitat distingir als professionals del cinema espanyol pel seu treball durant l'any 1947. Durant l'acte es va projectar en qualitat de preestrena la pel·lícula Noche de Reyes.

## Llista de medalles
| Categoria                    | Premiat                          | Labor premiada |
| ---------------------------- | -------------------------------- | --- |
| Millor pel·lícula            | La princesa de los Ursinos       | pel·lícula |
| Millor director              | José Luis Sáenz de Heredia       | Mariona Rebull |
| Millor actriu principal      | Amparo Rivelles                  | La fe Fuenteovejuna |
| Millor actor principal       | José María Seoane                | Mariona Rebull |
| Millor actriz secundària     | Camino Garrigó                   | La fe Cuando los ángeles duermen |
| Millor actor secundari       | Jesús Tordesillas                | Las inquietudes de Shanti Andía Serenata española La nao capitana La Lola se va a los puertos |
| Millor fotografia            | Manuel Berenguer                 | Las inquietudes de Shanti Andía La nao capitana La dama del armiño Cuatro mujeres Dulcinea |
| Millor música                | Jesús García Leoz                | Las inquietudes de Shanti Andía Abel Sánchez El huésped del cuarto número 13 Serenata española Cuatro mujeres Obsesión La Lola se va a los puertos María Fernanda, la Jerezana El otro Fu-Man-Chú |
| Millors decorats             | Luis Santamaría                  | Mariona Rebull |
| Millor argument original     | Deserto                          | |
| Millor guió                  | Carlos Blanco                    | La princesa de los Ursinos |
| Millor labor crítica         | Antonio Barbero Nuñez            | Labor a Cámara |
| Millor labor literaria       | Domingo Fernández Barreira       | Labor en Primer Plano i Triunfo |
| Millor pel·lícula extranjera | Los mejores años de nuestra vida | pel·lícula |
| Premio Gimeno                | Arturo Ruiz Castillo (Director)  | Las inquietudes de Shanti Andía Obsesión |

## Premi especial
Es va concedir un premi especial al director Rafael Gil pel seu treball a la pel·lícula La fe.